# Каменный мост (Воронеж)
Ка́менный мост — арочный («горбатый») мост в Воронеже на пересечении улиц Карла Маркса и Чернышевского. Памятник архитектуры XIX века, возведён в 1826 году. Играет важную роль в транспортной системе города, участвуя в автодорожной связи центра города с прибрежным районом. Одна из главных туристических достопримечательностей города, «городской талисман».

## Описание
Мост выстроен из кирпича. Длина — около десяти метров.
Мост объявлен «городским талисманом»: он считается счастливым у молодожёнов и стал традиционным для посещения воронежцами в дни свадеб. Согласно поверью, чтобы сделать брак крепким и счастливым, молодожёны должны разбить о мост бутылку шампанского и повесить на решётку моста замки со своими именами. Легенда обязана находившемуся у моста до революции, с 1860 года, приюту имени императрицы Александры Фёдоровны (Александринскому приюту) для сирот женского пола из благородных семейств; воспитанницы приюта, получившие хорошее образование и воспитание, высоко ценились как невесты — в день выпуска из пансиона к нему съезжались женихи, и выпускница могла сама выбирать понравившегося ей, получить благословение на брак, приданое дарил город. Мост иначе называют «Мостом влюблённых» и считают одним из самых романтичных мест города и не только из-за проходящих здесь церемоний, но и за историко-архитектурный облик этого места.

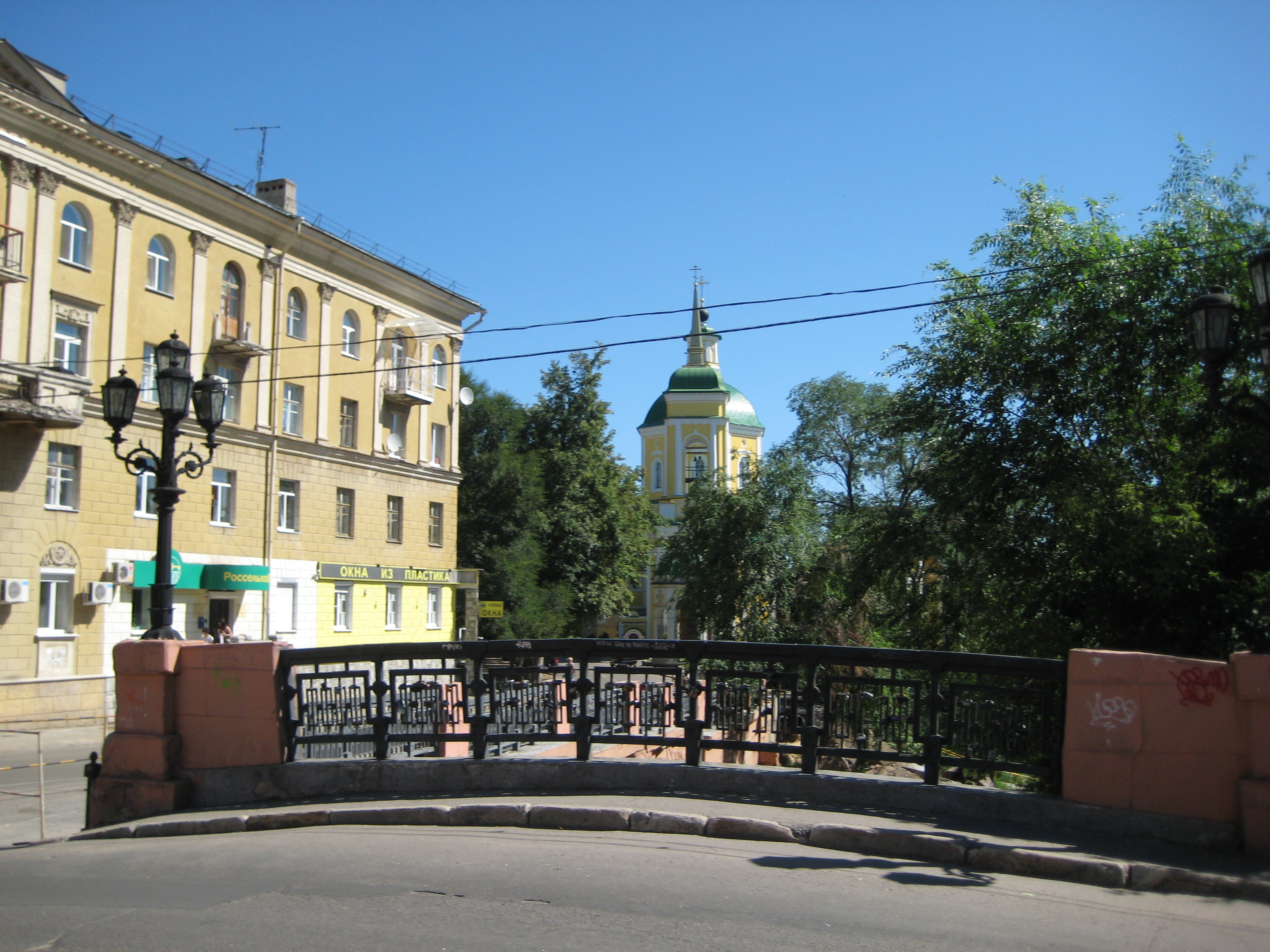
Решётка моста, 2010 год.
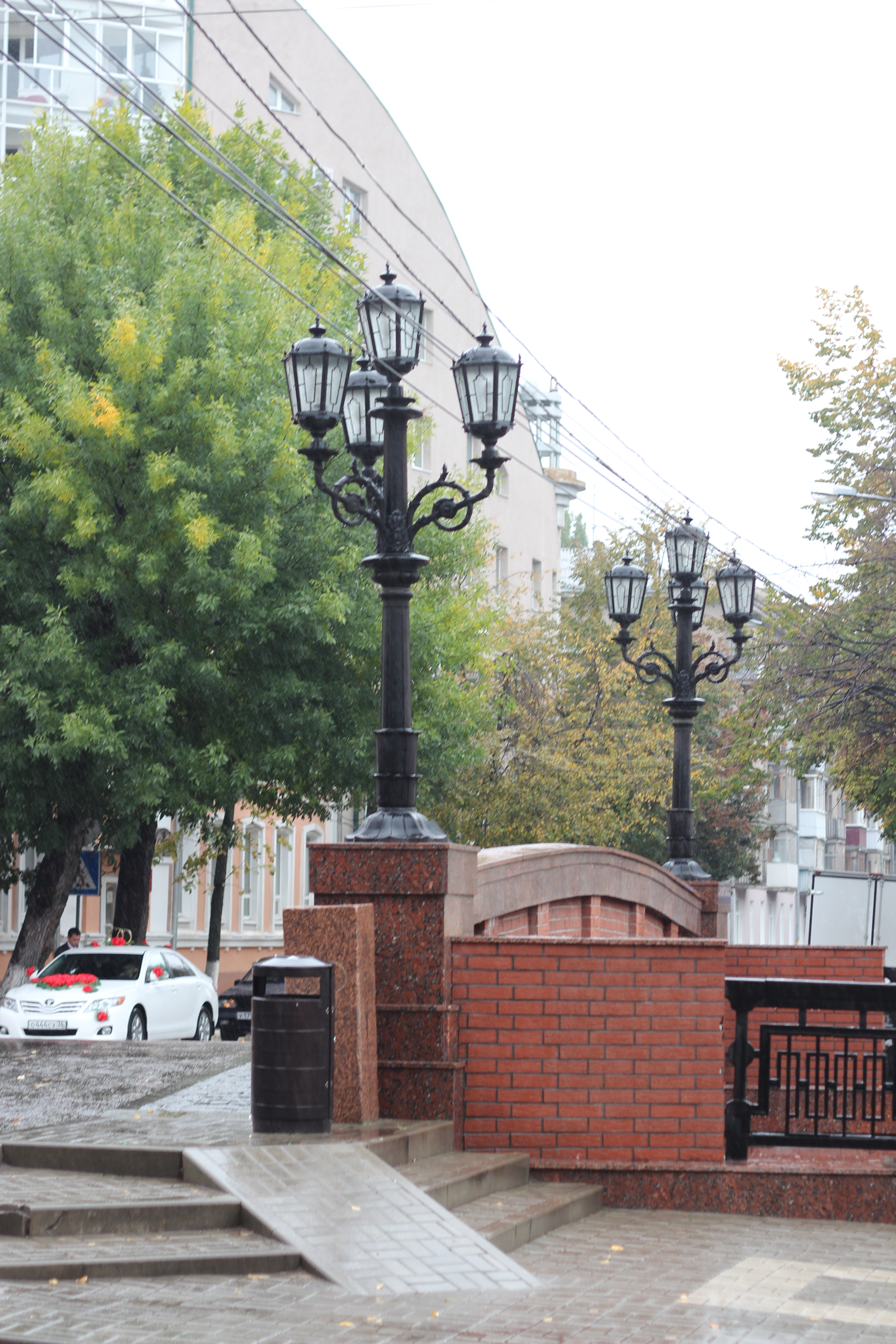
Освещение моста, 2012 год.
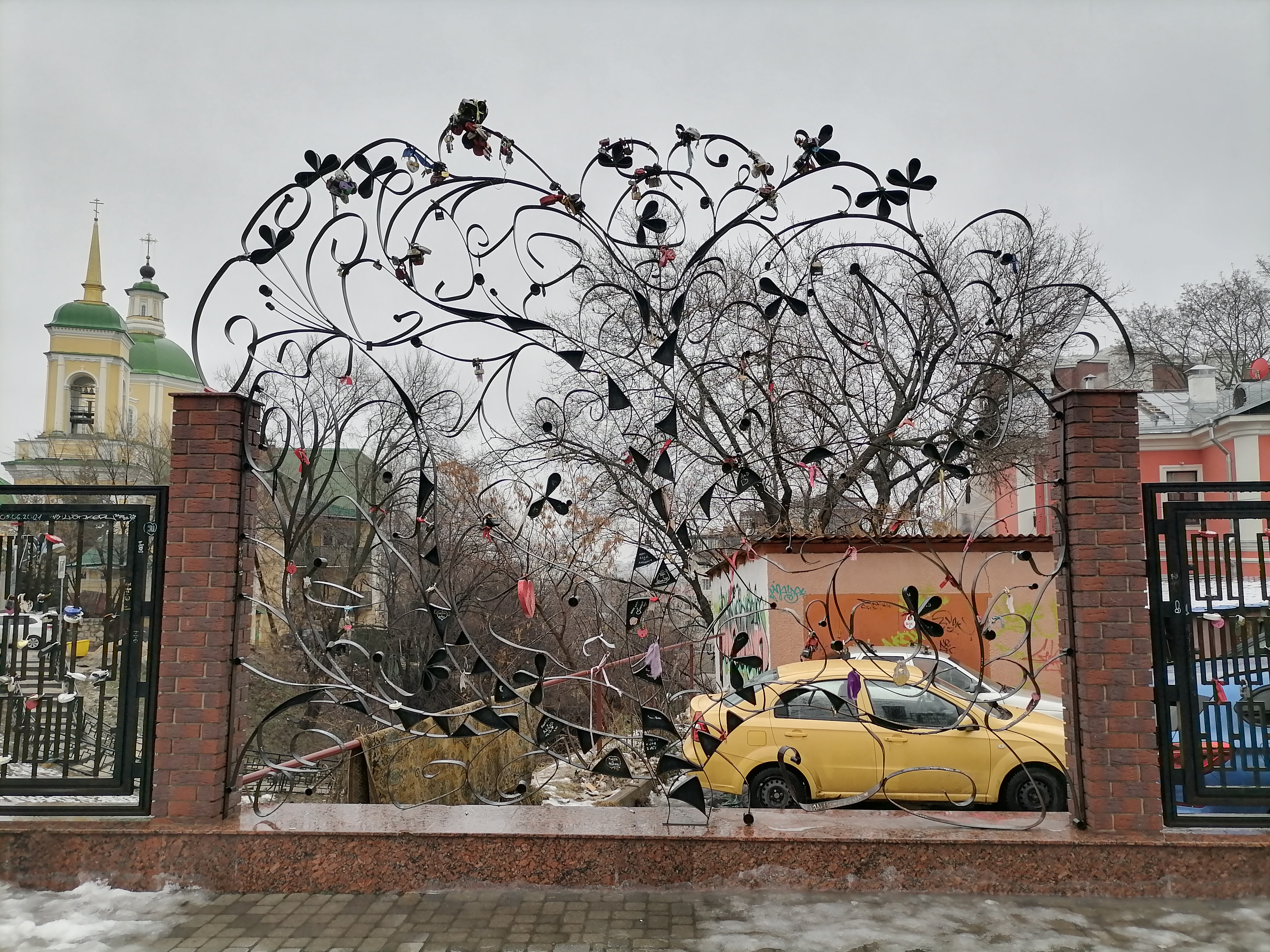
Свадебные замочки на решётке у Каменного моста.

## История
Проходящая под мостом улица Чернышевского (бывшая Богословская) исстари играла важную транспортную роль спуска из центра города к реке Воронеж. Долгое время не имевшая мощения, улица служила основным путём подвоза материалов в период интенсивного строительства русского флота (с осени 1695 года), разбитая колёсами и копытами, она размывалась дождями и весенними ручьями и всё более глубоко разрывала пересекаемую ею Старо-Московскую улицу (ныне — Карла Маркса). По соседствующему с перекрёстком этих улиц домом архитектора И. И. Волкова место получило прозвище «волчья яма».
Занявший в 1824 году должность воронежского губернатора Николай Кривцов энергично взялся за работы по благоустройству города, многие улицы получили мощение, где необходимо были возведены подпорные стены и, в частности, было решено построить на этом месте мост, дабы обеспечить беспрепятственный проезд по Старо-Московской улице — на ней находилась городская полицейская часть. Проект моста по указанию губернатора выполнил городской архитектор Иван Блицын. Строительные работы были проведены в 1826 году, сооружение стало первым каменным мостом в городе. Во второй половине XIX века на мосту было устроено керосиновое освещение, которое зажигали в тёмное время суток; также около моста установили полицейскую будку.
В 1935 году обветшавший мост отремонтировали.
В 1983 году мост включён в список памятников археологии, истории и архитектуры Воронежской области и принят на государственную охрану, а к 400-летию города, в 1984 году, по проекту архитектора А. В. Поспеева, проведена комплексная реконструкция — кирпичная облицовка подпорных стен частично заменена бетонными блоками и гранитными плитами, по мосту и у откосов установлены чугунные решётки, а на парапетах при въездах на мост — высокие чугунные торшеры и плиты с надписями «400 лет». К 425-летию города в 2011 году проведена вторая реконструкция, металлическая ограда была заменена на кирпичную, для желающих повесить у моста замочек на крепость брака установлена специальная решётка на маленькой площади при мосте.
На Каменном мосту снимался эпизод фильма «Мужская женская игра».

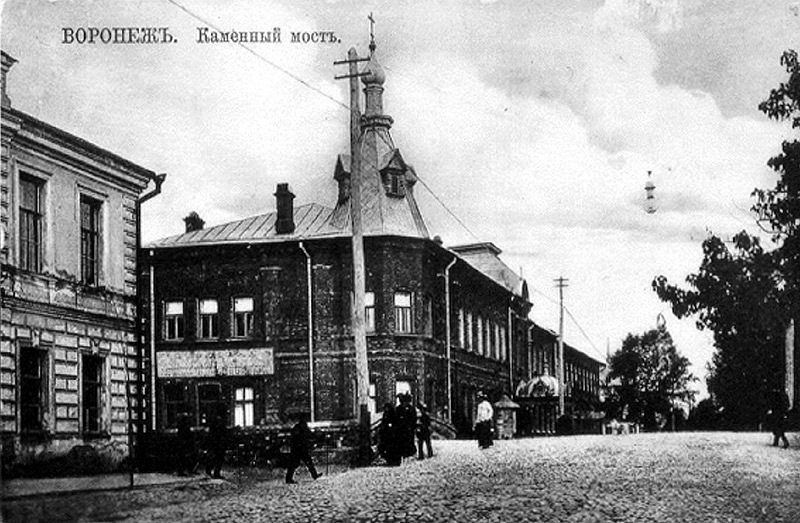
Каменный мост до революции 1917 года.
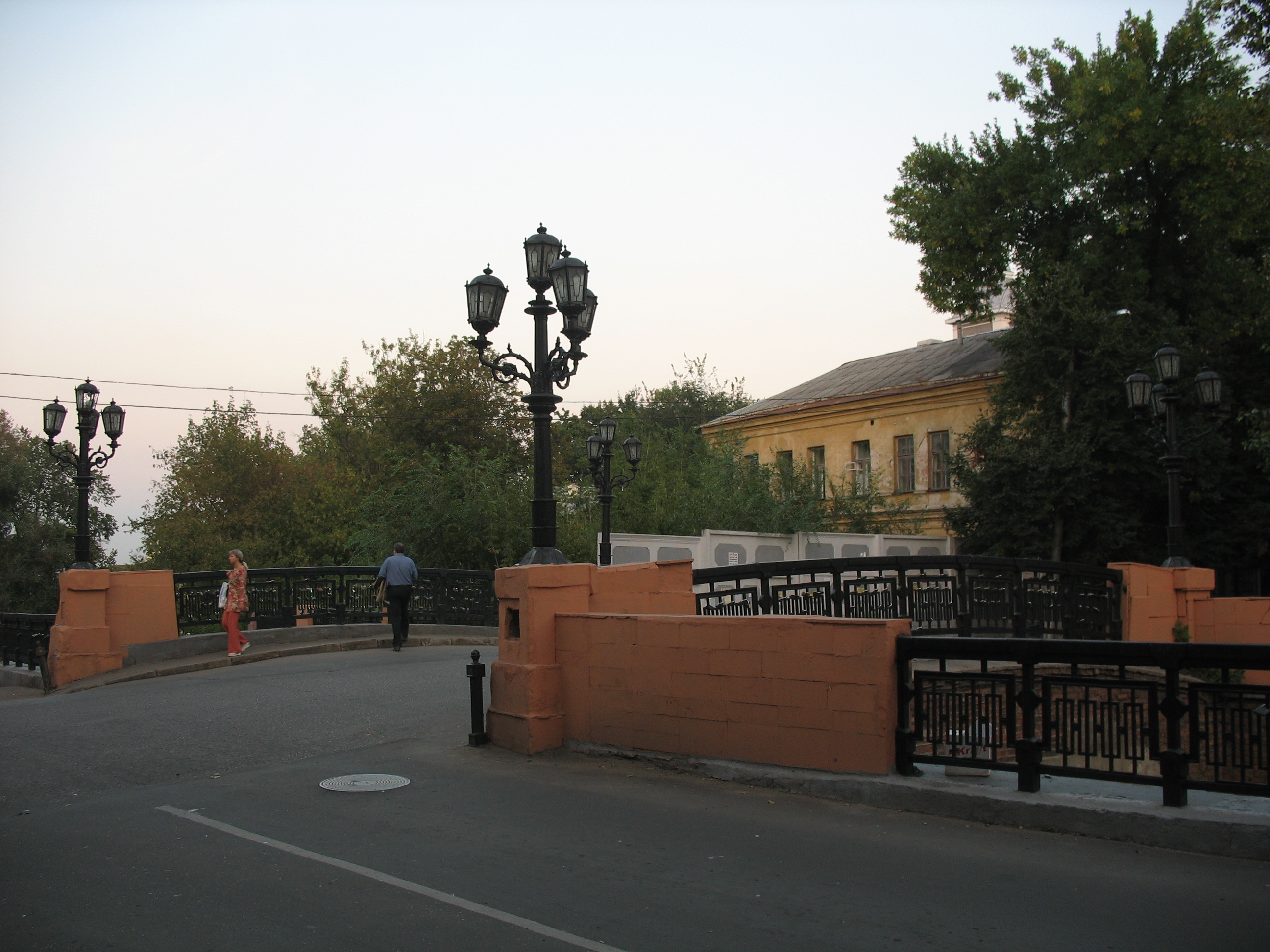
Вид с запада, 2008 год.
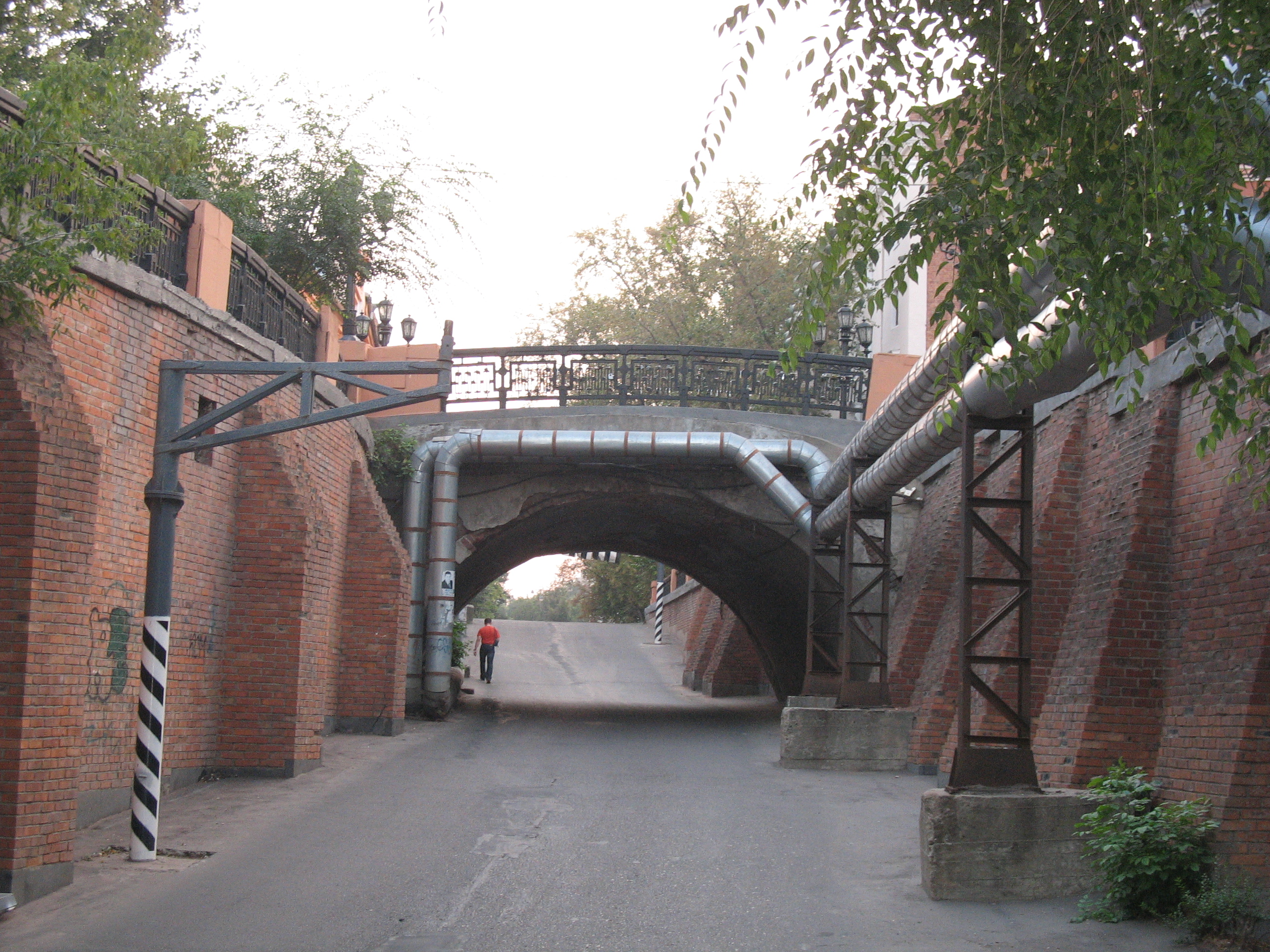
Вид с улицы Чернышевского (к началу улицы), 2008 год.
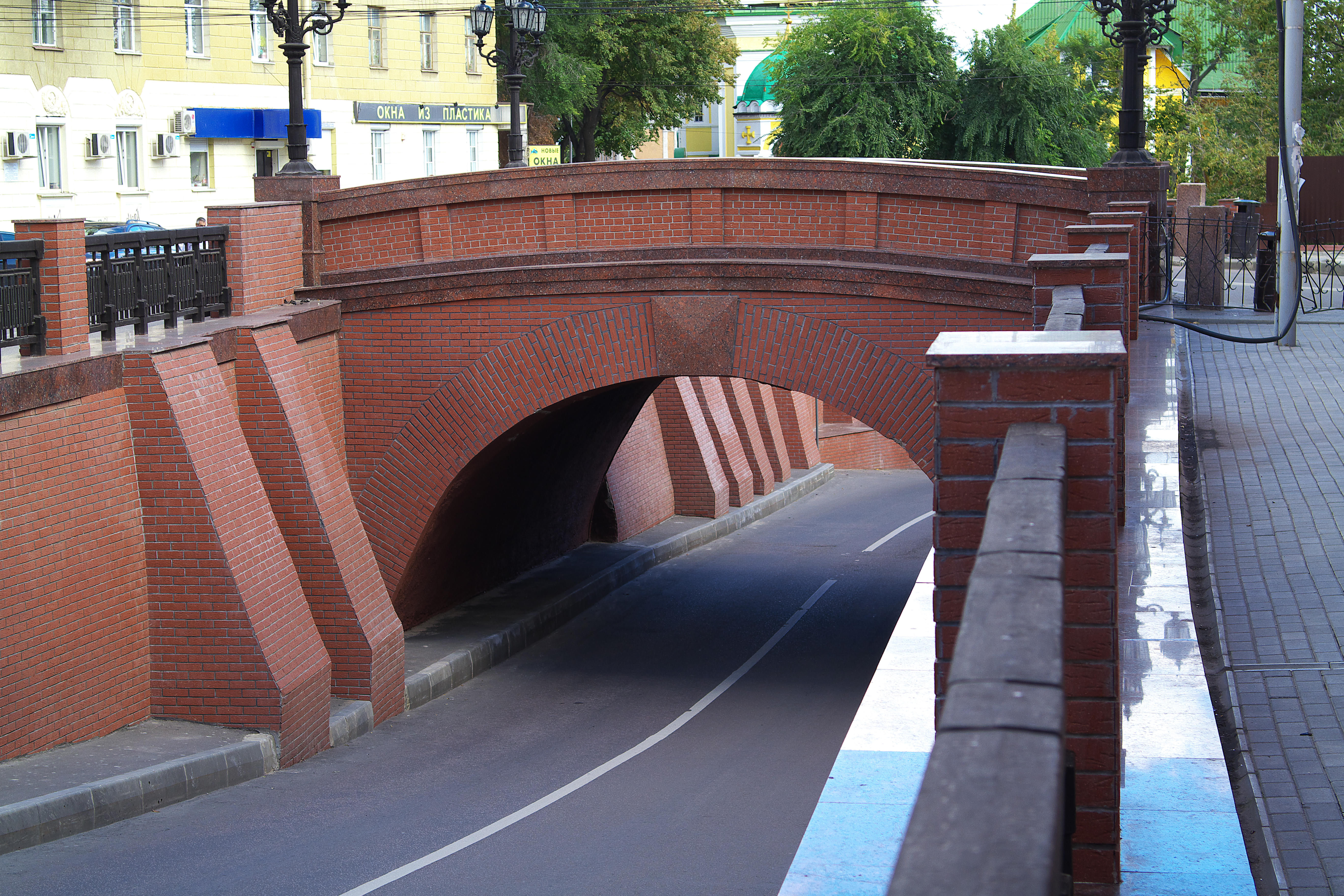
Вид с улицы Чернышевского (от начала улицы), 2012 год.
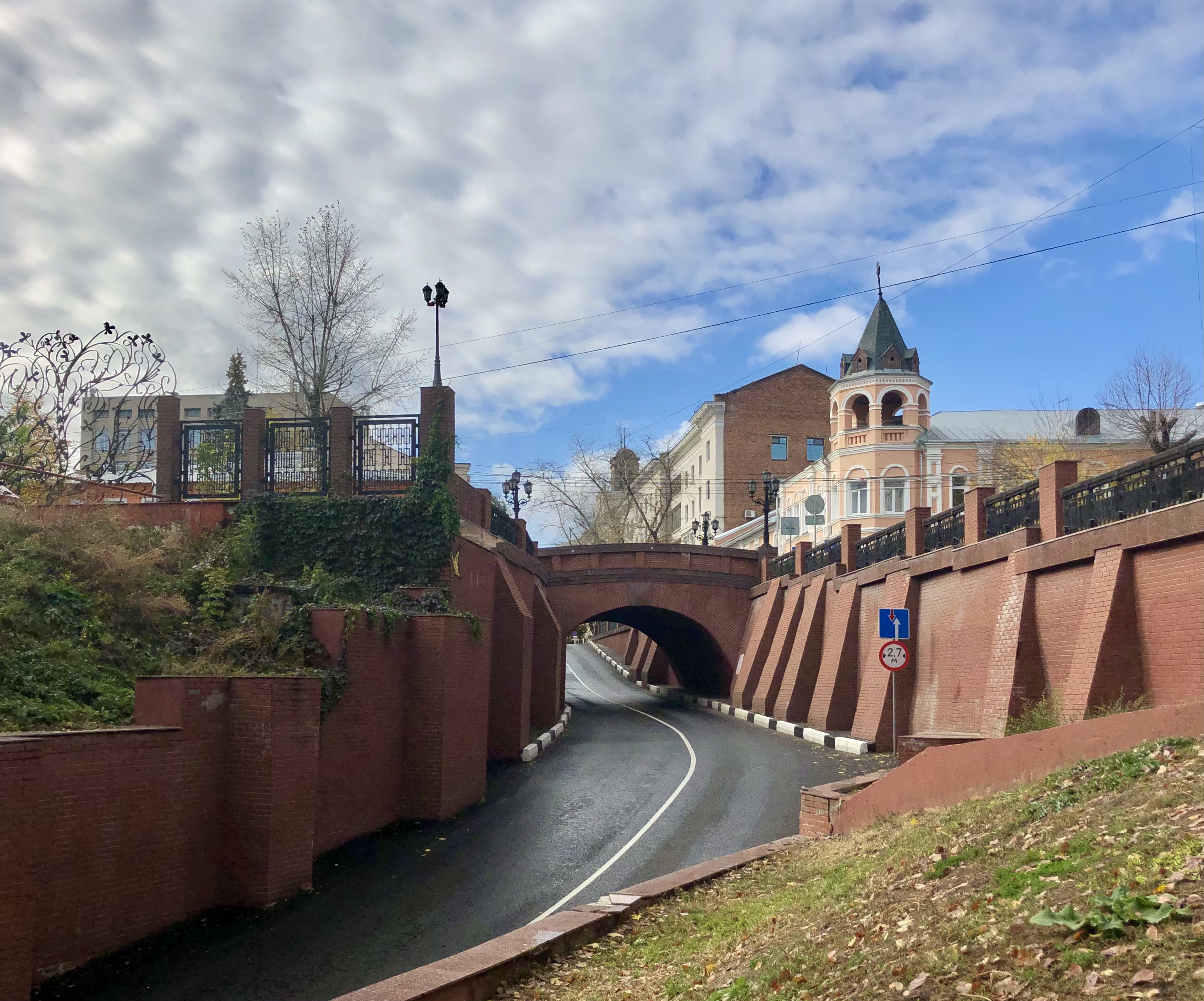
Каменный мост, 2019 год.

3 июня 2023 года после сильного ливня частично обрушилась подпорная стена проезда под мостом по улице Чернышевского, движение прекращено. К маю 2024 года мост был восстановлен.